# Бодякино (Псковская область)
Бодякино — деревня в Куньинском районе Псковской области России. Входит в состав Жижицкой волости.

## География
Расположена на юго-востоке региона, в лесной местности.

## Население
| 2001 | 2002 | 2010 |
| ---- | ---- | ---- |
| 1    | ↘0   | ↗3   |

## Инфраструктура
Заготовка древесины. Личное подсобное хозяйство.

## Транспорт
Ближайшая железнодорожная станция — Артёмово на линии Москва — Волоколамск — Ржев — Великие Луки — Рига.